# مارس 2008
مارس 2008 هو الشهر الثالث من عام 2008. بدأ الشهر يوم السبت، وانتهى يوم الإثنين بعد 31 يومًا.

## بوابة:أحداث جارية
| \| 1 مارس 2008 (السبت) \| عدل \| تاريخ \| راقب \| تصفح \| |     |       |      |      |
| - 40 قتيلا في تفجيرين استهدفا الشرطة في باكستان (رويترز) - تأجيل تصويت مجلس الامن على قرار عقوبات إيران (رويترز) - أكثر من 45 قتيلا فلسطينيا في هجوم إسرائيلي على غزة (بي بي سي) - السعودية تنصح مواطنيها بمغادرة لبنان (بي بي سي) - بوتين يدعو الروس للمشاركة بكثافة في الانتخابات (بي بي سي) - الاتحاد الأوروبي يتهم صربيا بمحاولة تمزيق كوسوفو (الجزيرة) - استئناف المباحثات السياسية في كينيا لتطبيق اتفاق المصالحة (الجزيرة) |     |       |      |      |
| 1 مارس 2008 (السبت) | عدل | تاريخ | راقب | تصفح |

| 1 مارس 2008 (السبت) | عدل | تاريخ | راقب | تصفح |

| \| 2 مارس 2008 (الأحد) \| عدل \| تاريخ \| راقب \| تصفح \| |     |       |      |      |
| - ارتفاع عدد ضحايا الهجوم الإسرائيلي على قطاع غزة إلى 70 شخصا وعباس يوقف الاتصالات مع إسرائيل ومصر تسعف 200 جريح غزاوي (العربية) - الروس يدلون بأصواتهم في انتخابات رئاسية محسومة سلفا لوريث بوتين ديمتري ميدفيديف وتبدو هذه العملية انتقالا للسلطة أكثر منها انتخابات (العربية) - أحمدي نجاد في زيارة تاريخية للعراق ساعيا لفتح صفحة جديدة وعرب كركوك يستنكرون زيارته ويصفونه بحفيد كسرى (العربية) - البابا يدعو لإنهاء غير مشروط للعنف في غزة (رويترز) - زعيم المعارضة الأرمينية يدعو أنصاره للعودة لمنازلهم-(سي إن إن) - الأمير هاري: إخراجي من أفغانستان معيب-(سي إن إن) - الشرطة العراقية تبحث عن أسقف الكلدان المختطف (بي بي سي) - بيروت: لم تطلب أي دولة مغادرة رعاياها باستثناء السعودية (الجزيرة) |     |       |      |      |
| 2 مارس 2008 (الأحد) | عدل | تاريخ | راقب | تصفح |

| 2 مارس 2008 (الأحد) | عدل | تاريخ | راقب | تصفح |

| \| 3 مارس 2008 (الإثنين) \| عدل \| تاريخ \| راقب \| تصفح \| |     |       |      |      |
| - ديمتري ميدفيديف رئيسا لروسيا بأصوات الأغلبية الساحقة (الجزيرة) - أحمدي نجاد يطالب القوى الكبرى بعدم التدخل في المنطقة (رويترز) - حماس تعلن انتصاراًً في غزة مع انسحاب القوات الإسرائيلية (رويترز) - توقيف 28 مسلحاً سعوا لإعادة القاعدة وتنفيذ حملات بالسعودية (العربية) - أنباء عن عقد قمة مصغرة بمصر لبحث أزمة لبنان وتأجيل قمة دمشق (العربية) - أرملة عماد مغنية تنفي اتهام سوريا بالوقوف وراء اغتيال زوجها (العربية) - حركة تحرير السودان: فتحنا مكتبا بإسرائيل لأسباب إنسانية (العربية) |     |       |      |      |
| 3 مارس 2008 (الإثنين) | عدل | تاريخ | راقب | تصفح |

| 3 مارس 2008 (الإثنين) | عدل | تاريخ | راقب | تصفح |

| \| 4 مارس 2008 (الثلاثاء) \| عدل \| تاريخ \| راقب \| تصفح \| |     |       |      |      |
| - مجلس الأمن يشدد العقوبات على إيران (بي بي سي) - تكساس وأوهايو تحسمان معركة هيلاري وأوباما (بي بي سي) - رايس بالقاهرة لإنقاذ السلام متهمة حماس بالتصعيد في غزة (الجزيرة) - جعجع يرحب بكول وعون يستبعد تمثيله لبنان بقمة دمشق (الجزيرة) - تأكيد فلسطيني وإسرائيلي لاستهداف الاحتلال مدنيي غزة (الجزيرة) - أمريكا تحتاج الي شهور لتطهير الموصل من متشددي القاعدة (رويترز) |     |       |      |      |
| 4 مارس 2008 (الثلاثاء) | عدل | تاريخ | راقب | تصفح |

| 4 مارس 2008 (الثلاثاء) | عدل | تاريخ | راقب | تصفح |

| \| 5 مارس 2008 (الأربعاء) \| عدل \| تاريخ \| راقب \| تصفح \| |     |       |      |      |
| - أولمرت: لن نهاجم غزة إذا أوقفت حماس إطلاق الصواريخ (رويترز) - سوريا ستوجه الدعوة للبنان والسعودية لحضور قمة دمشق (رويترز) - رايس تعلن استئناف مفاوضات السلام (بي بي سي) - بوش يهاجم سوريا ويتهمها بتعقيد أزمة لبنان (الجزيرة) - وزراء الخارجية العرب يبحثون أوضاع غزة دون قرارات (الجزيرة) - قوات فنزويلية بحدود كولومبيا وبوش يتهم شافيز بالاستفزاز (الجزيرة) - المرشح الجمهوري لرئاسة أمريكا ماكين يعد بدحر المتطرفين الإسلاميين وهاكابي ينسحب ويعلن دعمه له (العربية) - تجدد الاشتباكات بين حماس والجيش الإسرائيلي بعد توغل دباباته بغزة (العربية) - استثناء الطلبة العلويين بتركيا من دروس الدين الإسلامي الإلزامية (العربية) |     |       |      |      |
| 5 مارس 2008 (الأربعاء) | عدل | تاريخ | راقب | تصفح |

| 5 مارس 2008 (الأربعاء) | عدل | تاريخ | راقب | تصفح |

| \| 6 مارس 2008 (الخميس) \| عدل \| تاريخ \| راقب \| تصفح \| |     |       |      |      |
| - 8 قتلى في هجوم على مدرسة للحاخامات بالقدس (بي بي سي) - انفجار يدمر سيارة عسكرية إسرائيلية على الحدود مع غزة (بي بي سي) - وزراء الخارجية العرب ينددون بجرائم إسرائيل ضد الإنسانية (بي بي سي) - نجاد: لن نناقش البرنامج النووي إلا مع الوكالة الدولية (بي بي سي) |     |       |      |      |
| 6 مارس 2008 (الخميس) | عدل | تاريخ | راقب | تصفح |

| 6 مارس 2008 (الخميس) | عدل | تاريخ | راقب | تصفح |

| \| 7 مارس 2008 (الجمعة) \| عدل \| تاريخ \| راقب \| تصفح \| |     |       |      |      |
| - حال تأهب قصوى يإسرائيل بعد عملية المدرسة الدينية اليهودية بالقدس ومجلس الأمن يخفق في الاتفاق على نص يدين الهجوم (العربية) - واشنطن تشدد إجراءاتها الأمنية على السفن القادمة والمغادرة لسوريا (العربية) - حزب الله يستعد لحرب مع إسرائيل والولايات المتحدة تحذر رعاياها-(سي إن إن) - التوتر يحتدم في الأنديز وواشنطن تدعو لحل دبلوماسي-(سي إن إن) - منظمات دولية تحذر من تردي أوضاع غزة بسبب الحصار وتصفها بالأسوأ خلال أربعة عقود (الجزيرة) - واشنطن تجدد عرض التفاوض المشروط لأزمة النووي الإيراني (الجزيرة) - مقتل تسعة بكينيا والبرلمان يبحث دمج المعارضة بالحكومة (الجزيرة) - هولندا ترفع التأهب قبل عرض فيلم يسيء للقرآن (الجزيرة) |     |       |      |      |
| 7 مارس 2008 (الجمعة) | عدل | تاريخ | راقب | تصفح |

| 7 مارس 2008 (الجمعة) | عدل | تاريخ | راقب | تصفح |

| \| 8 مارس 2008 (السبت) \| عدل \| تاريخ \| راقب \| تصفح \| |     |       |      |      |
| - التحقيقات الإسرائيلية تتجه إلى الربط بين عملية القدس وحزب الله (العربية) - السنيورة لا يجد حرجا في تمثيل لبنان في القمة العربية بدمشق والرئيس العراقي لن يشارك فيها (العربية) - إسرائيل تواصل إغلاق الضفة وتصيب أربعة قرب بيت لحم (الجزيرة) - اشتباكات واعتقالات على هامش انتخابات ماليزيا (الجزيرة) - الطالباني يدعو لشراكة إستراتيجية مع تركيا (الجزيرة) - القمة اللاتينية تعلن انتهاء الأزمة الكولومبية (الجزيرة) |     |       |      |      |
| 8 مارس 2008 (السبت) | عدل | تاريخ | راقب | تصفح |

| 8 مارس 2008 (السبت) | عدل | تاريخ | راقب | تصفح |

| \| 9 مارس 2008 (الأحد) \| عدل \| تاريخ \| راقب \| تصفح \| |     |       |      |      |
| - إيران تعلن استعدادها للتفاوض مع أوروبا بشأن برنامجها النووي-(سي إن إن) - الصين: إحباط هجومين إرهابيين أحدهما استهدف الألعاب الأولمبية-(سي إن إن) - محادثات مصرية - إسرائيلية في القاهرة بشأن غزة (بي بي سي) - اعادة العلاقات الدبلوماسية بين الدوحة والرياض (بي بي سي) - اجتماع عربي - إيراني مفاجئ في دمشق (بي بي سي) - الاتفاق على تشكيل حكومة جديدة في باكستان (بي بي سي) - ماكين يزور إسرائيل وأوباما يعزز تقدمه على كلينتون (الجزيرة) - الناخبون الإسبان يقررون مصير الإشتراكيين بانتخابات عامة (الجزيرة) |     |       |      |      |
| 9 مارس 2008 (الأحد) | عدل | تاريخ | راقب | تصفح |

| 9 مارس 2008 (الأحد) | عدل | تاريخ | راقب | تصفح |

| \| 10 مارس 2008 (الإثنين) \| عدل \| تاريخ \| راقب \| تصفح \| |     |       |      |      |
| - رئيس مجلس النواب يرجئ انتخاب الرئيس اللبناني إلى 25 مارس (العربية) - انتحارية تقتل قائدا للصحوة بالعراق وابنته واثنين من حراسه بهجوم (العربية) - إسرائيل ترفع الإغلاق الكامل عن الضفة الغربية وتبقي حالة التأهب (العربية) - الحزب الاشتراكي يفوز بانتخابات إسبانيا (بي بي سي) - استئناف العلاقات الكولومبية الفنزويلية (بي بي سي) - أولمرت يقر بناء منازل في مستوطنة بالضفة الغربية (رويترز) - وزير إسرائيلي يطالب بعزل البرادعي بسبب إيران (رويترز) |     |       |      |      |
| 10 مارس 2008 (الإثنين) | عدل | تاريخ | راقب | تصفح |

| 10 مارس 2008 (الإثنين) | عدل | تاريخ | راقب | تصفح |

| \| 11 مارس 2008 (الثلاثاء) \| عدل \| تاريخ \| راقب \| تصفح \| |     |       |      |      |
| - وزراء خارجية الدول الإسلامية ينددون بالهيمنة الإسرائيلية وذلك قبيل قمة داكار (الجزيرة) - روسيا تعد البوارج الأميركية مساهمة غير بناءة تجاه لبنان (الجزيرة) - ضحايا تفجيرات لاهور بالعشرات ومشرف يتوعد منفذيها (الجزيرة) - تفجيران في العراق يخلفان 24 قتيلا (بي بي سي) - إسرائيل تحتفظ بجثمان منفذ عملية القدس (بي بي سي) - انتقادات دولية لقرار إسرائيل توسيع الاستيطان بالضفة الغربية (العربية) - الرئيس السوداني يشكك في نجاح اتفاق السلام مع تشاد (العربية) |     |       |      |      |
| 11 مارس 2008 (الثلاثاء) | عدل | تاريخ | راقب | تصفح |

| 11 مارس 2008 (الثلاثاء) | عدل | تاريخ | راقب | تصفح |

| \| 12 مارس 2008 (الأربعاء) \| عدل \| تاريخ \| راقب \| تصفح \| |     |       |      |      |
| - أوباما يفوز في سباق الديمقراطيين للرئاسة بولاية مسيسيبي (رويترز) - ألمانيا وأمريكا تتفقان على تبادل المعلومات لمكافحة الإرهاب (رويترز) - إسرائيل تحمل حماس مسؤولية إطلاق صاروخ على عسقلان (العربية) - استقالة قائد العمليات الأمريكية بالشرق الأوسط بسبب إيران وغيتس يؤكد أن الربط بينها والحرب على طهران مدعاة للسخرية (العربية) |     |       |      |      |
| 12 مارس 2008 (الأربعاء) | عدل | تاريخ | راقب | تصفح |

| 12 مارس 2008 (الأربعاء) | عدل | تاريخ | راقب | تصفح |

| \| 13 مارس 2008 (الخميس) \| عدل \| تاريخ \| راقب \| تصفح \| |     |       |      |      |
| - خلال افتتاح أعمال القمة الإسلامية بداكار السنغال تطلب تجاهل الأيادي الشيطانية التي تحاول الإساءة للإسلام (العربية) - إسرائيل تشن غارة على غزة والجهاد تطلق صواريخ صوب سديروت وحماس تؤكد أن قتل 4 نشطاء ببيت لحم ينسف التهدئة (العربية) - استقالة حاكم نيويورك بعد تورطه بترتيب لقاء مع عاهرة في واشنطن (العربية) - بريطانيا تدعو لعقوبات أشد على السودان والبشير يشير لمؤامرة (الجزيرة) - هجوم انتحاري بكابول ودعوة لتفويض أممي أقوى في أفغانستان (الجزيرة) - المحافظون والإصلاحيون يدعون الإيرانيين للمشاركة بالانتخابات (الجزيرة) - دعوة رسمية سورية إلى لبنان لحضور القمة العربية (بي بي سي) - العراق: وفاة أسقف الكلدان الكاثوليك المختطف بولص فرج رحو (بي بي سي) |     |       |      |      |
| 13 مارس 2008 (الخميس) | عدل | تاريخ | راقب | تصفح |

| 13 مارس 2008 (الخميس) | عدل | تاريخ | راقب | تصفح |

| \| 14 مارس 2008 (الجمعة) \| عدل \| تاريخ \| راقب \| تصفح \| |     |       |      |      |
| - أنباء عن تبني قمة السنغال المثياق الجديد لمنظمة المؤتمر الإسلامي وتتضامن مع لبنان وتدين الحملة الإسرائيلية على غزة (العربية) - إعتقال قيادي بارز بالقاعدة ساعد في هروب بن لادن من تورا بورا (العربية) - مؤتمر للسلام في الشرق الأوسط في يونيو (بي بي سي) - تشييع جثمان الأسقف رحو قرب الموصل (بي بي سي) - إسرائيل حذرت سوريا سرا بشأن حزب الله (رويترز) - زعماء الإتحاد الأوروبي يدينون خطة إسرائيل للبناء في مستوطنة (رويترز) - مصر: اعتقال 750 من الإخوان وقادة التنظيم يتوارون عن الأنظار-(سي إن إن) - قتلى في مواجهات بالتبت وواشنطن تدعو بكين لضبط النفس (الجزيرة) - تمديد التصويت بانتخابات إيران وواشنطن تشكك بنزاهتها (الجزيرة) |     |       |      |      |
| 14 مارس 2008 (الجمعة) | عدل | تاريخ | راقب | تصفح |

| 14 مارس 2008 (الجمعة) | عدل | تاريخ | راقب | تصفح |

| \| 15 مارس 2008 (السبت) \| عدل \| تاريخ \| راقب \| تصفح \| |     |       |      |      |
| - مقتل 3 نشطاء فلسطينيين بصاروخ إسرائيلي في غزة (رويترز) - الأخوان بمصر يحذرون من عنف بعد فشلهم في الترشيح للانتخابات (رويترز) - إيران: التيارات المتشددة تحصد 70% من الأصوات في 30 دائرة-(سي إن إن) - المدعي العام التركي يطالب بحل الحزب الحاكم-(سي إن إن) - رامون يدعو لتفكيك البؤر الاستيطانية (بي بي سي) - ألبانيا: قتلى في انفجار بمستودع عسكري (بي بي سي) - سفارات أجنبية تحذر رعاياها من هجمات مع افتتاح أول كنيسة بقطر (العربية) - أوباما يهاجم قسا أرشده للمسيحية بسبب تنديده بإرهاب أمريكا (العربية) |     |       |      |      |
| 15 مارس 2008 (السبت) | عدل | تاريخ | راقب | تصفح |

| 15 مارس 2008 (السبت) | عدل | تاريخ | راقب | تصفح |

| \| 16 مارس 2008 (الأحد) \| عدل \| تاريخ \| راقب \| تصفح \| |     |       |      |      |
| - المرشح الجمهوري لرئاسة أمريكا يصل بغداد بزيارة لم يعلن عنها مسبقا (العربية) - أنباء عن اتفاق مبدئي بين حماس وإسرائيل لتبادل أسرى وليفني تطالب بحجز أموال فلسطينية لدفعها لمتضررين إسرائيليين (العربية) - مطالب لبنانية بمقاطعة قمة دمشق وإيران تؤكد مشاركتها (الجزيرة) - الدالاي لاما يطالب بتحقيق دولي وأنباء عن تجدد الاشتباكات في التبت (الجزيرة) - المالكي يشير لمؤتمر قريب للمصالحة والتوافق متخوفا من الإعلان (رويترز) - زعيم متمردي تشاد يهدد بمهاجمة منطقة منتجة للنفط (رويترز) - تشيني يبدأ اليوم جولة في الشرق الأوسط (بي بي سي) - الرهينتان النمساويان محتجزان في مالي (بي بي سي) - فنزويلا تتحدى أمريكا بأن تضعها على قائمة الإرهاب-(سي إن إن) - إعادة انتخاب الرئيس الصيني لولاية ثانية تستمر 5 سنوات-(سي إن إن) |     |       |      |      |
| 16 مارس 2008 (الأحد) | عدل | تاريخ | راقب | تصفح |

| 16 مارس 2008 (الأحد) | عدل | تاريخ | راقب | تصفح |

| \| 17 مارس 2008 (الإثنين) \| عدل \| تاريخ \| راقب \| تصفح \| |     |       |      |      |
| - حماس وفتح متباعدتان قبيل محادثات الوساطة اليمنية (رويترز) - تشيني نائب الرئيس الأمريكي يزور العراق وماكين وصل الأحد (رويترز) - الشرطة: انتحارية تقتل 25 شخصا في كربلاء (رويترز) - استقالة جماعية للحكومة الكويتية بسبب الصدام مع مجلس الأمة (العربية) - سقوط 113 جريحا في مواجهات بين صرب وقوات دولية بكوسوفو والناتو يؤكد عزمه التصدي لموجة العنف (العربية) - النظر في طلب حظر حزب العدالة في تركيا (بي بي سي) - مقتل واصابة عشرات الجنود المصريين في حادث تصادم (بي بي سي) |     |       |      |      |
| 17 مارس 2008 (الإثنين) | عدل | تاريخ | راقب | تصفح |

| 17 مارس 2008 (الإثنين) | عدل | تاريخ | راقب | تصفح |

| \| 18 مارس 2008 (الثلاثاء) \| عدل \| تاريخ \| راقب \| تصفح \| |     |       |      |      |
| - المالكي يفتتح مؤتمر المصالحة في بغداد (بي بي سي) - الحزب الديمقراطي يرفض إعادة الانتخابات في فلوريدا (بي بي سي) - استئناف المفاوضات بين إسرائيل والسلطة الفلسطينية (الجزيرة) - ملامح تسوية بين موسكو وواشنطن حول الدرع الصاروخية (الجزيرة) - هجوم بقنبلة على مجمع حكومي جنوب اليمن وجرح خمسة جنود (العربية) - أمير الكويت يعود للبلاد بعد استقالة الحكومة واحتمال حل البرلمان (العربية) - البرلمان الكيني يوافق على الجزء الثاني من اتفاق تقاسم السلطة (رويترز) |     |       |      |      |
| 18 مارس 2008 (الثلاثاء) | عدل | تاريخ | راقب | تصفح |

| 18 مارس 2008 (الثلاثاء) | عدل | تاريخ | راقب | تصفح |

| \| 19 مارس 2008 (الأربعاء) \| عدل \| تاريخ \| راقب \| تصفح \| |     |       |      |      |
| - أمير الكويت يحل البرلمان ويدعو لانتخابات مبكرة في خطاب حاد وتقارير رسمية تشير إلى إجراء الانتخابات في 17 مايو (العربية) - اختتام مؤتمر المصالحة بالعراق ومتحدث يقلل من غياب قوى أساسية والمؤتمر شهد مشاركة مجموعات مسلحة عادت للحياة السياسية (العربية) - رئيس وزراء الصين مستعد للقاء الدالاي لاما بشروط (الجزيرة) - الحكومة اللبنانية تقرر موقفها من القمة الثلاثاء المقبل (الجزيرة) - بوش يؤكد انتصاره في العراق وهزيمته لتنظيم القاعدة (الجزيرة) - ماكين يؤيد هجمات غزة والقدس عاصمة لإسرائيل (الجزيرة) - إصلاحيو إيران يطالبون بإعادة فرز أصوات طهران (رويترز) |     |       |      |      |
| 19 مارس 2008 (الأربعاء) | عدل | تاريخ | راقب | تصفح |

| 19 مارس 2008 (الأربعاء) | عدل | تاريخ | راقب | تصفح |

| \| 20 مارس 2008 (الخميس) \| عدل \| تاريخ \| راقب \| تصفح \| |     |       |      |      |
| - ابن لادن يهدد أوروبا بعواقب وخيمة لنشرها الرسوم المسيئة (العربية) - الرئاسة الفلسطينية تعلن فشل الحوار في اليمن بسبب موقف حماس (العربية) - فرنسا تستعد لاستقبال 500 لاجئ مسيحي من العراق الأسبوع القادم (العربية) |     |       |      |      |
| 20 مارس 2008 (الخميس) | عدل | تاريخ | راقب | تصفح |

| 20 مارس 2008 (الخميس) | عدل | تاريخ | راقب | تصفح |

| \| 21 مارس 2008 (الجمعة) \| عدل \| تاريخ \| راقب \| تصفح \| |     |       |      |      |
| - إسبانيا: انفجار سيارة مفخخة بمدينة كالاهورا-(سي إن إن) - حرس القذافي يعتدون على رؤساء دول أفريقية بأوغندا-(سي إن إن) - الطائرات التركية تجدد قصف مواقع الأكراد بشمال العراق-(سي إن إن) - أنباء عن مقتل 3 أكراد في اشتباكات شمالي سورية (بي بي سي) - حماس تشك في فرص نجاح محادثات مع فتح (رويترز) - تشيني والعاهل السعودي يجريان محادثات نفط (رويترز) - تنقيح دستوري يقصي معارضاً بارزاً من سباق الرئاسة بتونس (رويترز) - المغرب يحث الجزائر على تطبيع العلاقات وإعادة فتح الحدود (رويترز) |     |       |      |      |
| 21 مارس 2008 (الجمعة) | عدل | تاريخ | راقب | تصفح |

| 21 مارس 2008 (الجمعة) | عدل | تاريخ | راقب | تصفح |

| \| 22 مارس 2008 (السبت) \| عدل \| تاريخ \| راقب \| تصفح \| |     |       |      |      |
| - المحادثات الفلسطينية باليمن تتوقف على رد حماس بشأن مستقبل غزة (العربية) - اليمن يؤكد ضلوع القاعدة في الاعتداء قرب سفارة أمريكا بصنعاء (العربية) - الجزائر تدرس جدياً الجلوس لطاولة مفاوضات فتح الحدود مع المغرب (العربية) - حزب بوتو يرشح يوسف رضا جيلاني لرئاسة الوزراء في باكستان (العربية) - تشيني: أمريكا لن تضغط على إسرائيل بشأن الامن (رويترز) - الهاشمي يصف نتائج خمس سنوات من الاحتلال بانها مؤلمة ومؤسفة (رويترز) |     |       |      |      |
| 22 مارس 2008 (السبت) | عدل | تاريخ | راقب | تصفح |

| 22 مارس 2008 (السبت) | عدل | تاريخ | راقب | تصفح |

| \| 23 مارس 2008 (الأحد) \| عدل \| تاريخ \| راقب \| تصفح \| |     |       |      |      |
| - فتح وحماس توقعان بصنعاء وثيقة المبادرة اليمنية (الجزيرة) - مشرف يتعهد بدعم الحكومة الباكستانية الجديدة (الجزيرة) - الصين تتهم الدالاي لاما بالإرهاب ومحاولة خطف الأولمبياد (الجزيرة) - تشيني: ملتزمون بالدولة الفلسطينية والسلام يحتاج تنازلات مؤلمة-(سي إن إن) - عودة التوتر بين كولومبيا والإكوادور بعد تصريحات كوريا-(سي إن إن) |     |       |      |      |
| 23 مارس 2008 (الأحد) | عدل | تاريخ | راقب | تصفح |

| 23 مارس 2008 (الأحد) | عدل | تاريخ | راقب | تصفح |

| \| 24 مارس 2008 (الإثنين) \| عدل \| تاريخ \| راقب \| تصفح \| |     |       |      |      |
| - رئيس الوزراء الباكستاني يتحدى مشرف بالإفراج عن القضاة المعتقلين (العربية) - السعودية تشارك بقمة دمشق على مستوى سفيرها بالجامعة العربية وسوريا تحشد 3 فرق عسكرية على الحدود مع لبنان (العربية) - حزب الله يقول إن المفاوضات جارية بشأن تبادل للأسرى (رويترز) - رايس تدعو الصينيين للاستماع إلى الدالاي لاما بشأن التبت (رويترز) |     |       |      |      |
| 24 مارس 2008 (الإثنين) | عدل | تاريخ | راقب | تصفح |

| 24 مارس 2008 (الإثنين) | عدل | تاريخ | راقب | تصفح |

| \| 25 مارس 2008 (الثلاثاء) \| عدل \| تاريخ \| راقب \| تصفح \| |     |       |      |      |
| - قتلى في اشتباكات البصرة بين الأمن وجيش المهدي بإشراف المالكي والصدر يدعو العراقيين إلى تنظيم اعتصامات ويهدد بعصيان مدني (العربية) - أمريكا توقع مع البحرين اتفاقا نوويا تعتبره نموذجا للشرق الأوسط (العربية) - الحزب التركي الحاكم سيتقدم بتعديلات دستورية ضد دعوى إغلاقه تقصر الحظر على الأحزاب المدانة بالعنف والعنصرية (العربية) - إسرائيل تسمح بنشر قوات أمن فلسطينية في الضفة (الجزيرة) - موسى: جميع جلسات قمة دمشق مغلقة عدا الافتتاحية (الجزيرة) - ميدفيديف يرفض خطط ضم جورجيا وأوكرانيا للأطلسي (الجزيرة) - جزر القمر تعلن فرار المتمردين من أنجوان (الجزيرة) - يوسف رضا جيلاني يؤدي اليمين الدستورية رئيسا لوزراء باكستان (الجزيرة) |     |       |      |      |
| 25 مارس 2008 (الثلاثاء) | عدل | تاريخ | راقب | تصفح |

| 25 مارس 2008 (الثلاثاء) | عدل | تاريخ | راقب | تصفح |

| \| 26 مارس 2008 (الأربعاء) \| عدل \| تاريخ \| راقب \| تصفح \| |     |       |      |      |
| - لبنان يقرر عدم المشاركة بالقمة العربية لشغور منصب الرئاسة وسوريا تعتبر أنه أضاع فرصة ذهبية بمقاطعته وتمثيل منخفض لمصر واليمن تقترح عقد القمم بمقر الجامعة (العربية) - الائتلاف الشيعي يشيد بعملية البصرة ويندد بالخارجين عن القانون والصدر يطلب من المالكي مغادرة المدينة (العربية) - كلينتون تعترف بارتكاب خطأ على خلفية زيارتها للبوسنة (بي بي سي) - حزب المحافظين يفشل في فتح تحقيق حول حرب العراق (بي بي سي) - البحرية الأمريكية تتقبل مسؤولية مقتل مصري بقناة السويس-(سي إن إن) - الرئيس الفرنسي يبدأ الأربعاء زيارة رسمية إلى بريطانيا-(سي إن إن) |     |       |      |      |
| 26 مارس 2008 (الأربعاء) | عدل | تاريخ | راقب | تصفح |

| 26 مارس 2008 (الأربعاء) | عدل | تاريخ | راقب | تصفح |

| \| 27 مارس 2008 (الخميس) \| عدل \| تاريخ \| راقب \| تصفح \| |     |       |      |      |
| - وفدا حماس والجهاد الإسلامي في مصر ورايس تصل المنطقة غداً (الجزيرة) - وزراء الخارجية العرب يقرون تفعيل المبادرة العربية للسلام وذلك في اجتماعهم استعداداً للقمة العربية (الجزيرة) - المالكي يتوعد المسلحين والمعارك تمتد من الجنوب لبغداد (الجزيرة) - المعلم يدعو السعودية للتدخل لحل الازمة في لبنان (بي بي سي) - بوش يحث بكين على الحوار مع الدالاي لاما (بي بي سي) - مقتل 40 شخصا في أحداث عنف طائفي بباكستان (بي بي سي) |     |       |      |      |
| 27 مارس 2008 (الخميس) | عدل | تاريخ | راقب | تصفح |

| 27 مارس 2008 (الخميس) | عدل | تاريخ | راقب | تصفح |

| \| 28 مارس 2008 (الجمعة) \| عدل \| تاريخ \| راقب \| تصفح \| |     |       |      |      |
| - السنيورة: لم نذهب لقمة دمشق بسبب سياسة سوريا تجاه لبنان (العربية) - وزير إسرائيلي يلمح لمفاوضات سرية مع سوريا وراء الكواليس على رغم محاولة سوريا الإيحاء أن المبادرة العربية يمكن التراجع عنها (العربية) - حظر تجول على بغداد واشتباكات مع جيش المهدي بالبصرة والعاصمة والمالكي يمهل المسلحين 12 يوماً لتسليم أسلحتهم لقاء مقابل مالي (العربية) - الأمم المتحدة: اغتيال الحريري نفذته شبكة (رويترز) - حماس تحث العرب على دعم جهود المصالحة (رويترز) |     |       |      |      |
| 28 مارس 2008 (الجمعة) | عدل | تاريخ | راقب | تصفح |

| 28 مارس 2008 (الجمعة) | عدل | تاريخ | راقب | تصفح |

| \| 29 مارس 2008 (السبت) \| عدل \| تاريخ \| راقب \| تصفح \| |     |       |      |      |
| - في افتتاح القمة العربية الأسد يقول: سورية حريصة على سيادة واستقلال لبنان (بي بي سي) - الفيصل: نأمل نجاح قمة دمشق حل الازمة اللبنانية (بي بي سي) - الصدريون يجددون رفضهم القاء السلاح (بي بي سي) - مقتل 5 من رجال الشرطة الإيرانية في تحطم مروحية (بي بي سي) - القذافي: مستقبل العرب مخيف وعليه علامة استفهام كبيرة-(سي إن إن) - حاخام إسرائيلي يدعو للانتقام من منفذ عملية القدس بشنق أولاده-(سي إن إن) |     |       |      |      |
| 29 مارس 2008 (السبت) | عدل | تاريخ | راقب | تصفح |

| 29 مارس 2008 (السبت) | عدل | تاريخ | راقب | تصفح |

| \| 30 مارس 2008 (الأحد) \| عدل \| تاريخ \| راقب \| تصفح \| |     |       |      |      |
| - الصدر يأمر بإنهاء المظاهر المسلحة وقوات أميركية بالبصرة (الجزيرة) - رايس تواصل زيارتها وتطالب إسرائيل بتسهيل حياة الفلسطينيين (الجزيرة) - معارضة زيمبابوي تعلن فوزها بالانتخابات وفق نتائج أولية واتهمت موغابي بالتزوير (الجزيرة) - القمة العربية تقول إن مبادرة السلام قيد المراجعة (رويترز) - محكمة تركية تنظر في قضية اغلاق الحزب الحاكم يوم الاثنين (رويترز) |     |       |      |      |
| 30 مارس 2008 (الأحد) | عدل | تاريخ | راقب | تصفح |

| 30 مارس 2008 (الأحد) | عدل | تاريخ | راقب | تصفح |

| \| 31 مارس 2008 (الإثنين) \| عدل \| تاريخ \| راقب \| تصفح \| |     |       |      |      |
| - المنطقة الخضراء في بغداد تتعرض للقصف (بي بي سي) - مشعل: جلعاد شاليط حي يرزق (بي بي سي) - إسرائيل تواصل توسيع مستوطنات القدس وعباس يلتقي أولمرت قريباً ورايس ترى أن محادثات السلام على الطريق الصحيح (العربية) - المحكمة الدستورية بتركيا توافق على النظر بدعوى حظر الحزب الحاكم (العربية) - رئيس تشاد يعفو عن ستة فرنسيين سجنوا بتهمة خطف أطفال (رويترز) - الصين تنتقد الدالاي لاما مع وصول الشعلة الأولمبية (رويترز) - جورجيا ترسل قوات إلى أفغانستان لمساعدة الفرنسيين والهولنديين (رويترز) - توتر حاد بين الكوريتين.. وسيول تبحث الاعتذار لبيونغ يانغ-(سي إن إن) - قاضي: لا أدلة عن تورط أجهزة حكومية بريطانية بمقتل ديانا-(سي إن إن) - حتى هذا التاريخ تكون هناك 4,915 طائرة ايرباص من جميع الأحجام لا تزال بالخدمة. |     |       |      |      |
| 31 مارس 2008 (الإثنين) | عدل | تاريخ | راقب | تصفح |

| 31 مارس 2008 (الإثنين) | عدل | تاريخ | راقب | تصفح |